# ラ・モハラの文字

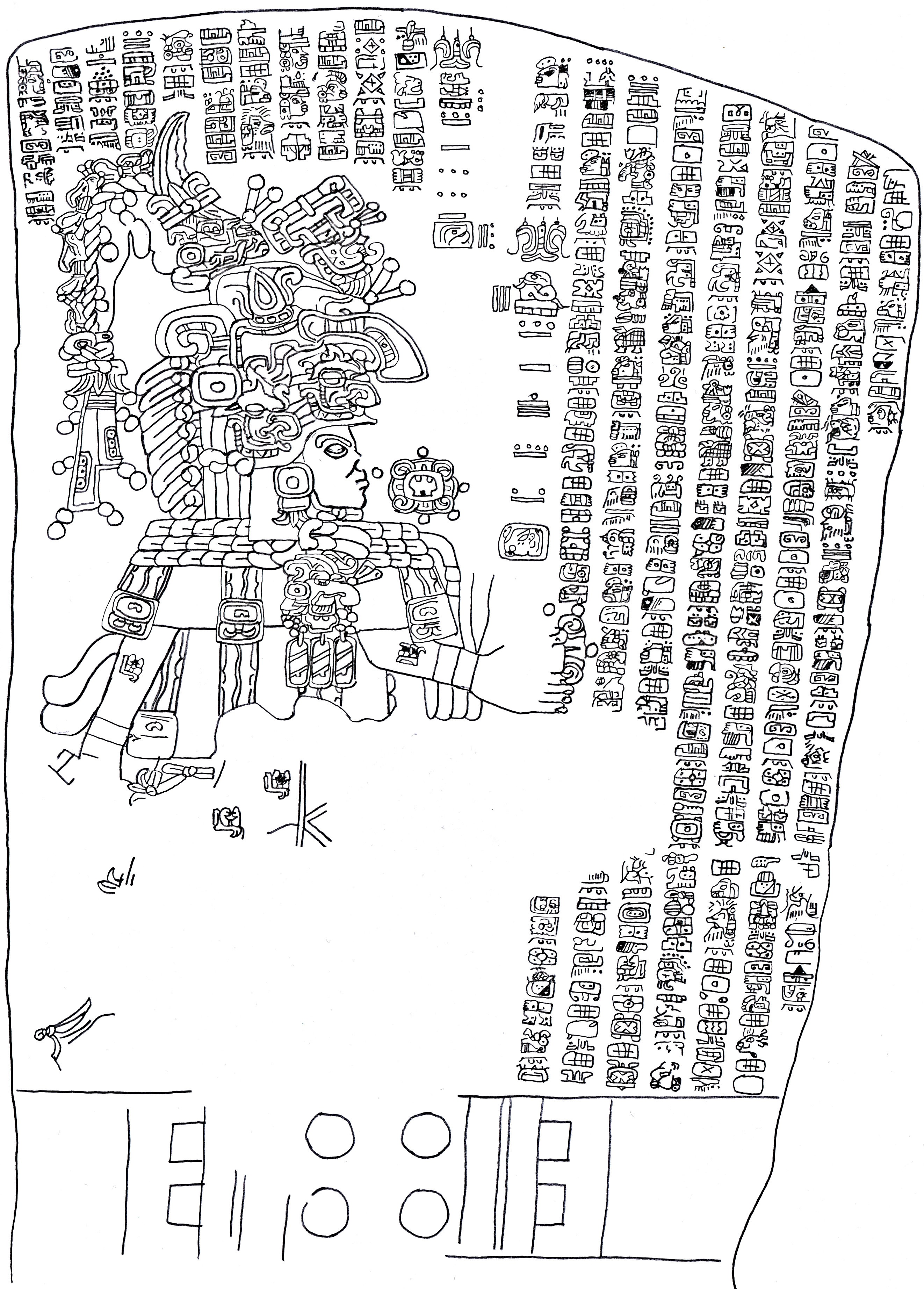
ラ・モハラ1号石碑の模写

ラ・モハラの文字（ラ・モハラのもじ）とは、メキシコのベラクルス州にあるラ・モハーラ遺跡で1986年に発見された西暦2世紀の石碑に書かれていた文字。エピ・オルメカ文字(Epi-Olmec script)、またはテワンテペク地峡一帯に分布することから地峡文字(Isthmian script)とも呼ばれる。
1990年代に言語学者テレンス・カウフマンとジョン・ジャステソンが解読し、ミヘ・ソケ語族の先ソケ祖語(pre-proto Sokean)で書かれているとしたが、この解読は必ずしもすべての学者に受け入れられているわけではない。

## 特徴

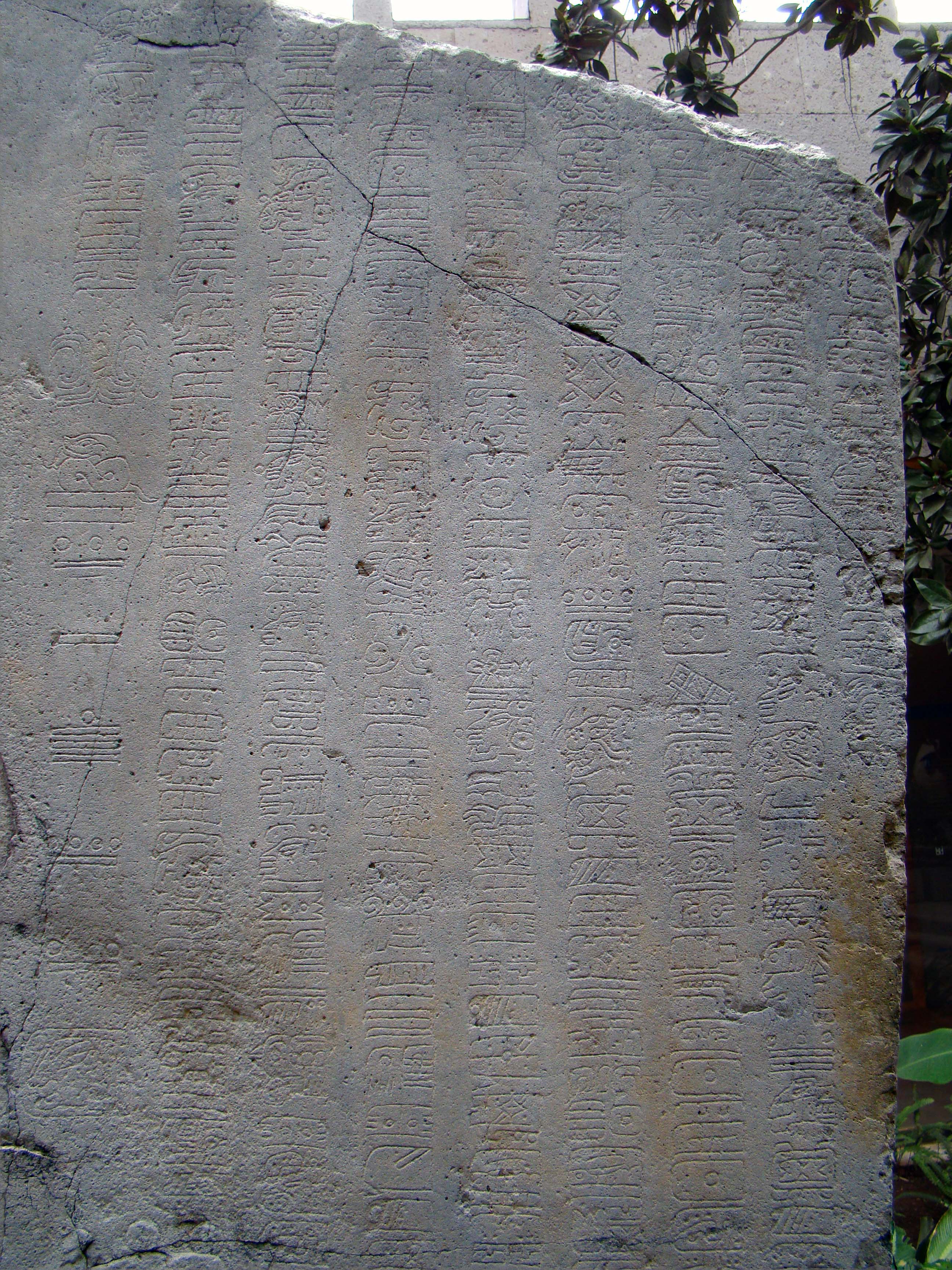
ラ・モハラ1号石碑の銘文（部分）

ラ・モハラ1号石碑は 2 m× 1.4m の大きさを持つ石灰岩の石碑で、絵とともに約535文字が刻まれている。文字は縦書きで22行にわたって記されており、行は左から右へ進む。文字は横長で角ばっており、左を向いた顔のような字もあるが、多くは抽象的な図形である。マヤ文字と同様に棒と点を使った長期暦の日付が2つ記されており、それぞれ 8.5.3.3.5（143年）と 8.5.16.9.7（156年）である。
ラ・モハラ1号石碑以外に、トゥシュトラの小像の銘文（162年の日付がある。約75字）にも同じ文字が使われている。カウフマンとジャステソンの2001年の論文によると、それ以外にラ・モハラ1号石碑とおそらく同じ文字が使われている遺物には以下のものがあるという。
- トレス・サポーテス石碑C（紀元前32年）。
- セロ・デ・ラス・メーサスの5・6・8・15号石碑。
- チャパ・デ・コルソの2号石碑と土器断片。
- 「オボイルの仮面」と呼ばれる個人蔵の仮面。23字前後。

2004年の論文ではさらに「テオティワカン風」(Teo)の仮面、アルバラード1号石碑、エル・シティオの斧、イサパの遺物を加えているが、このうち解読可能なものはラ・モハラ1号石碑、トゥシュトラの小像、オボイルの仮面、チアパ・デ・コルソの土器の4つだけであるという。

## 解読
1993年にマーサ・J・マクリとローラ・スタークによるラ・モハラの文字の一覧が出版された。
テレンス・カウフマンとジョン・ジャステソンは1993年と1997年にラ・モハラの文字の主要部分の解読を発表した。カウフマンとジャステソンによると、この文字はマヤ文字と同様の表語文字と音節文字の組み合わせであり、音節文字によって表される音は11の子音と6つの母音からなる。碑文から文法要素を抽出し、それを言語学的に再構したミヘ・ソケ祖語と比較することで解読に成功したとする。
2003年、スティーブン・ハウストンとマイケル・D・コウは、カウフマンとジャステソンの解読結果を新出の仮面(Teo Mask、101字)に応用したところ意味が取れなかったことから、解読を無効と主張した。ハウストンとコウは、現状では充分な資料がないために満足な解読は不可能とする。